# BBC One
BBC One är Storbritanniens och världens äldsta nu sändande tv-kanal. Den tillhör det brittiska public servicebolaget BBC som blivit känt som Public service-modern. BBC startade sina reguljära TV-sändningar 2 november 1936 efter flera års testsändningar. Kanalen fick sitt nuvarande namn när BBC Two startades den 20 april 1964. 17 januari 1983 startade kanalen "Breakfast Time" som första TV-morgonprogram i Europa. Kanalens mest sedda regelbundna program är sedan starten i mitten på 1980-talet såpoperan Eastenders.

## Bakgrund
BBC One är marksänd i Storbritannien men kan även ses via satellit, kabel-tv samt via iPlayer på bbc.co.uk. Kanalen distribueras även på kabel-tv i Holland och Irland. BBC One har ett brett programutbud med inriktning på underhållning och nyheter. Samtliga BBC:s stora nyhetssändningar går i BBC One, både nationella och lokala. BBC One är uppdelad i flera olika distrikt, där vart och ett ibland har olika lokala program och avvikande tablåer. Därför krävs enskilda sändningar av dessa lokala kanaler när man sänder på till exempel satellit. BBC One sänds, förutom marksänt analogt, marksänt digitalt (Freeview) och okodat på satelliten Astra 2D.

## Rundturer och inspelningar med publik

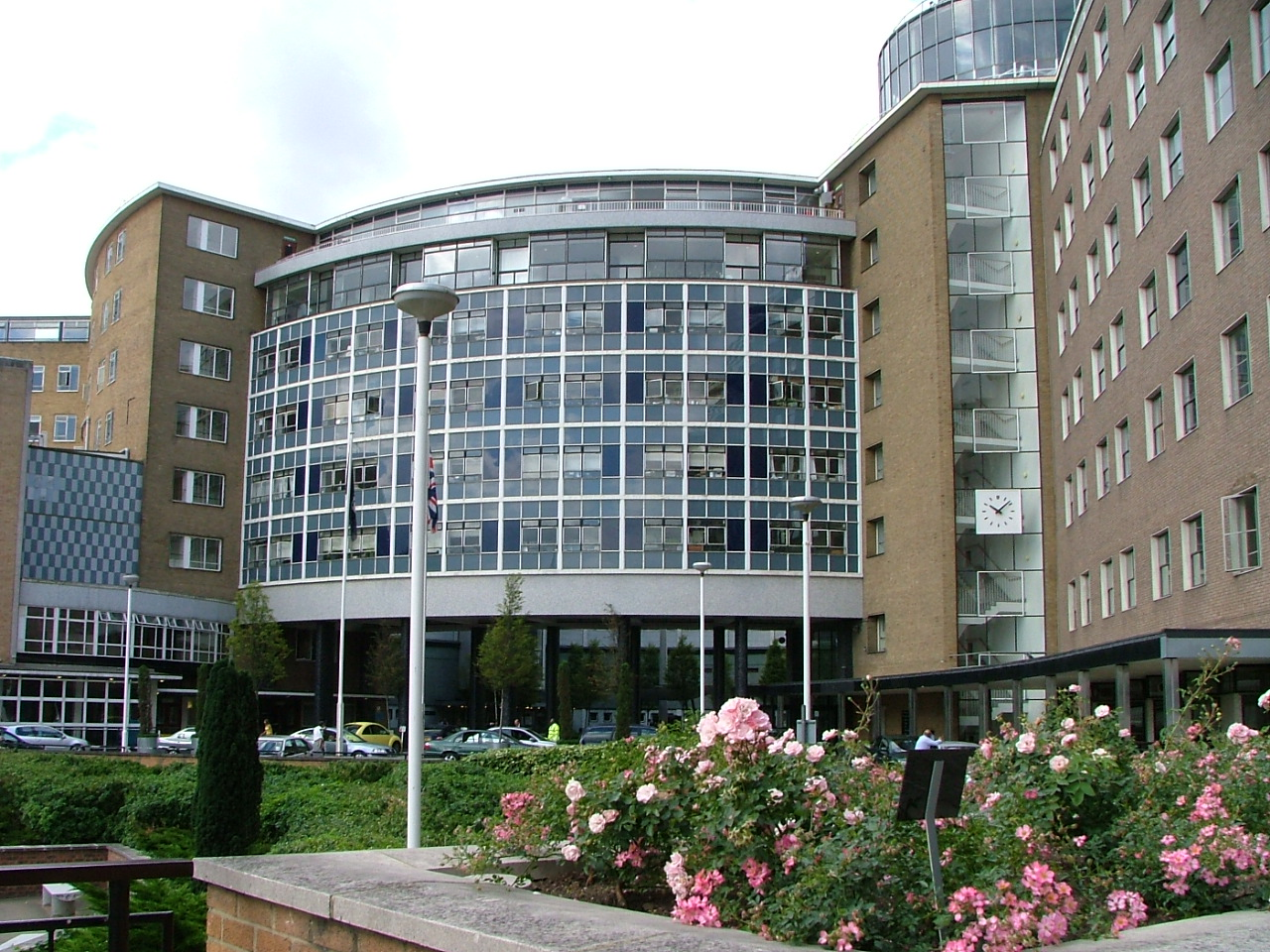
BBC Television Centre i White City, västra London med bland annat Europas största tv-studio.

BBC erbjuder mot en biljettkostnad guidade rundturer på de flesta av sina mediehus runt omkring i Storbritannien. I London går det att få guidade turer i både Broadcasting House på Portland Place / Regent Street vid Oxford Circus, där radiokanalerna (Radio 1 ligger i huset bredvid) har sin bas samt i Television Centre i White City, västra London, där många av tv-programmen produceras och spelas upp. Här finns nyhetsredaktionerna som ligger bakom både BBC:s inhemska nyhetssändningar i BBC One och den internationella kommersiella nyhetskanalen BBC World News. Det går även att få biljetter till många av BBC:s tv-produktioner med publik som i de flesta av fallen är gratis, ett exempel är talkshowen Friday Night with Jonathan Ross. Det ska dock poängteras att trycket på biljetterna i många fall kan vara mycket stort då programmen har mångmiljonpublik på TV och att biljetterna till de allra största programmen kan vara svåra att komma åt.

## Mottagning i Sverige
Till Sverige sänder BBC sina kommersiella kanaler BBC Entertainment, BBC World News, BBC Knowledge, BBC Lifestyle och BBC HD som inte ska blandas ihop med företagets public service-kanaler. Ytterligare en BBC-kanal kan inom en snart framtid komma att lanseras i Sverige, CBeebies som sänder helt engelskspråkiga program riktade till yngre barn. De kommersiella BBC-kanalerna distribueras av flera av de större operatörerna i Sverige.

### BBC One via satellit i Sverige
BBC:s inhemska public service-kanaler är officiellt inte tillgängliga i Sverige. För att hindra folk utanför Storbritannien från att titta på dessa kanaler, är sändningarna via satellit riktade mot Storbritannien. Trots detta är det på flera platser i Sverige möjligt att ta emot de digitala sändningarna från satelliten Astra 2D om man har en tillräckligt stor parabolantenn. Programkort eller abonnemang krävs inte då sändningarna är okodade.
Diskstorlek för Astra 2E (vilken är mer särriktad mot de brittiska öarna än dess föregångare) i Skandinavien:
1. Köpenhamn, Sydsverige: c:a 120 - 160 cm
2. Bergen, södra Norges västkust c:a 130 - 160 cm
3. I övriga Skandinavien över 160 cm, eller överhuvudtaget inte möjligt.  [5]

Sky , som använder samma satellit, uppger följande:
1. Oslo: 150 - 180 cm
2. Stockholm:  240 cm
3. Danmark: 130 cm [6]

Några av de kanaler som ligger fritt på satelliten, och därmed kan tas emot i Sverige, är BBC One, BBC Two, BBC Three, BBC Four, CBBC, CBeebies, BBC News, ITV1, ITV2, ITV3, ITV4, CITV och Channel 5.
Om folk utanför Storbritannien tittar på BBC:s inhemska kanaler i alltför stor utsträckning kan det bli ett problem för företaget. Dels på grund av rättighetsavtal då BBC enbart besitter rättigheter för Storbritannien men även för att BBC ska kunna sälja sina program till andra TV-bolag i exempelvis Sverige. BBC har en omfattande produktion och en förutsättning för denna är de inkomster som man får in genom försäljning till andra TV-bolag.

## Programledarlöner på BBC
I april 2006 läckte uppgifter om Jonathan Ross och en rad andra BBC-personlighets löneuppgifter till kvällspressen. Det påstods då av en person anställd av BBC att Ross tjänade 530 000 GBP varje år för att leda sitt radioprogram på BBC Radio 2, vilket motsvarar 10 000 GBP per avsnitt. Det var lönen bara för att leda radioprogrammet, lönerna för hans två tv-program styrdes genom separata kontrakt.. Uppgifterna fick stor uppmärksamhet i media och BBC anklagades för att utnyttja sin särställning för att konkurrera ut sina kommersiella konkurrenter med programledarlöner som de privata bolagen aldrig skulle kunna betala. BBC valde att aldrig officiellt kommentera uppgifterna. Ross antydde själv i sitt program att uppgifterna var överdrivna. I sammanhanget ska det tilläggas att Ross program görs av ett fristående produktionsbolag och att den så kallade "lönen" skulle täcka hela produktionskostnaden inklusive hans producent och den biträdande programledaren Andy Davies.

### Välbetalda stjärnor
Ross är inte den enda av BBC:s tv- och radioprofiler som är välbetald. Nyhetsankaret Jeremy Paxman uppgavs tjäna 940 000 GBP per år, Radio 2:s Sir Terry Wogan fick 800 000 GBP per år för sitt dagliga morgonprogram, Chris Evans för 540 000 GBP årligen för sitt Radio 2-program och Radio 1 morgonprogramledare Chris Moyles uppgavs plocka hem 630 000 GBP. Graham Nortons deal för en talkshow uppgavs vara värt 5 miljoner pund för tre år medan Little Britains David Walliams och Matt Lucas tjänar 6 miljoner pund vardera på fleråriga kontrakt.

### Rekordlön efter förnyat kontrakt
I juni samma år hamnade BBC i ett lönekring med ITV när Jonathan Ross kontrakt skulle förnyas. Löneförhandlingarna som även de läckte ut till pressen orsakade stor publicitet. Det spekulerades i att ITV:s erbjudande var bättre och att bolaget därigenom skulle kunna köpa över landets mest populära programledare. Ross blev efter detta Storbritanniens bäst betalda programledare och personlighet i tv och radio med ett kontrakt som sträcker sig fram till 2010, värt 18 miljoner pund, eller 6 miljoner pund per år.